# Péter Ábel
Péter Ábel (n.23 februarie 1929, Budapesta-d.8 iunie 1992, Budapesta) a fost un scriitor, jurnalist, critic și istoric de cinema maghiar. A fost unul din promotorii teoriei criticii de artă cinematografică din Ungaria, a redactat numeroase enciclopedii de specialitate maghiare și străine.

## Viața și cariera
A absolvit liceul la Budapesta în 1947, în anul următor debutează în calitate de ziarist la revista de specialitate Mozi Élet („Viața de cinema”), apoi colaborează la periodicul Színház és Mozi (Teatru și Cinematografie), din 1960 devine senior editor la ziarul cu cel mai mare tiraj din Ungaria, Népszabadság („Libertatea”). În 1948 funcționa în calitate de dramaturg la teatrul Madách Színház, în perioada 1948-1950 a fost șeful de presă a Institutului de Artă Teatrală și Cinematografică.Între anul 1965 și 1968 a îndeplinit funcția de șef serviciu la Direcția de Comunicații a Consiliului de Miniștri.

## Opere
- 1949 Úttörōvasút (Trenul pionierilor)-roman
- 1957 Elmúlt a nyár (A trecut vara )-roman
- 1964 Filmkislexikon (Micul Dicționar de Cinematografie),în colaborare cu Pál Pruckner
- 1974 Új Filmlexikon (Noul Dicționar de Cinematografie)-enciclopedie în două volume
- 1981 A Szovijet filmek fesztiváljának története (Istoria festivalului filmului sovietic)-monografie
- 1987 Szinházi életeim (Viețile mele la teatru)-publicistică
- Magyar Filmlexikon (Dicționar Cinematografic Maghiar),nepublicat-enciclopedie